# سیمریک ایرلاینز
سیمریک ایرلاینز (به انگلیسی: Simrik Airlines) یک شرکت هواپیمایی است که در ۲۰۰۹ میلادی تأسیس شده است. دفتر مرکزی سیمریک ایرلاینز در کاتماندو، نپال واقع شده است و قطب این شرکت هواپیمایی در فرودگاه بین‌المللی تریبهوان قرار دارد و به ۵ مقصد، پرواز انجام می‌دهد.